# Obriv
Obriv (en (ucraïnès): Обрив, en rus: Обрыв) és un poble de la República Autònoma de Crimea a Ucraïna, que el 2014 tenia 80 habitants. Pertany al districte de Simferòpol.